# Даниел Сич
Даниел Сич (Рума, 23. јул 1973) српски је глумац.

## Биографија
Даниел Сич рођен је 23. јула 1973. године у Руми. Дипломирао је глуму 1999. године на Факултету драмских уметности у Београду, у класи професора Миленка Маричића и Бранислава Мићуновића. Стални је члан Београдског драмског позоришта од 2008. године. Добитник је глумачке Награде Љубинка Бобић Удружења драмских уметника Србије 2011. године. Добитник је Годишњих награда БДП-а за уметнички допринос као члан ансамбла представа „Не играј на Енглезе“ (2008) и „Буђење пролећа“ (2011). Такође се бави синхронизацијом цртаних филмова на српски језик у студијима Блу хаус, Призор, Лаудворкс, Облакодер и Синкер медија као и за Тик Так Аудио и Земља чуда.

## Филмографија
| Год.          | Назив                          | Улога                   |
| ------------- | ------------------------------ | ----------------------- |
| 1996.         | Беспризори                     |                         |
| 1997.         |                                |                         |
| 1999.         | Породично благо                | Хулиган                 |
| 2000.         | Стари врускавац                |                         |
| 2002.         | Џил и Дон                      | Дон Бејкер              |
| 2002.         | Глад                           |                         |
| 2007–2008.    | Љубав и мржња                  | Лука                    |
| 2007.         | Позориште у кући               | Момчило                 |
| 2008–2015.    | Улица липа                     | Драган                  |
| 2008.         | Последња аудијенција           | Александар Карађорђевић |
| 2009.         | Туга                           | Војник                  |
| 2010.         | Куку, Васа                     |                         |
| 2010.         | Монтевидео, Бог те видео!      | Добросав                |
| 2011.         | Мирис кише на Балкану          | Душан Антић             |
| 2012.         | Бела лађа (ТВ серија)          | глас тата Трифуна       |
| 2012.         | Монтевидео, Бог те видео!      | Добросав                |
| 2014.         | Српска штампа                  | Новинар                 |
| 2016.         | Вере и завере                  | Мита Гардиновачки       |
| 2016.         | Андрија и Анђелка              | Порески инспектор       |
| 2018.         | Жигосани у рекету              | Небојша                 |
| 2019.         | Државни службеник              | Лекар                   |
| 2019.         | Јунаци нашег доба              | Панајотовић             |
| 2020.         | Југословенка                   |                         |
| 2021–2022.    | Камионџије д. о. о.            | Пера                    |
| 2021.         | Тајне винове лозе              | Ђурић                   |
| 2021.         | Не играј на Енглезе            | Паун                    |
| 2021.         | Време зла                      | Мирко Чекић             |
| 2022.         | Либерта — рађање града         |                         |
| 2022.         | Света Петка — Крст у пустињи   | Јевтимије               |
| 2022.         | Мој мали пони: Нова генерација | Арџил                   |
| 2022.         | Зафари                         | Антонио                 |
| 2022.         | Рејнбоу хај                    | Колин                   |
| 2022.         | Акедо                          |                         |
| 2023 - у току | Закопане тајне                 | Угљеша Затезало         |
| 2023.         | Пет Палс                       |                         |
| 2023.         | Што се боре мисли моје         |                         |

## Улоге у позоришту
- „Човек је човек” (1996)
- „Ципеле од кенгурове коже” (1999)
- „Господин Фока” (2002)
- „24 Зида” (2003)
- „ (Наказе)” (2004)
- „Крила од олова” (2004)
- „Разнесени” (2005)
- „Малајско лудило” (2005)
- „Лет изнад кукавичјег гнезда” (2005)
- „Живот бр.2” (2006)
- „Дисхармонија” (2007)
- „Лака коњица” (2007)
- „Не играј на Енглезе” (2007)
- „Романса” (2008)
- „У пола цене” (2008)
- „Фалсификатор” (2009)
- „Буђење пролећа” (2010)
- „Све о мојој мајци” (2011)
- „Смрт трговачког путника” (2012)
- „Кад су цветале тикве” (2014)
- „Три класе и госпођа Нушић” (2014)
- „Тероризам” (2016)
- „Јазавац пред судом” (2017)